# Harmadik Nővér
A Harmadik Nővér, eredeti nevén Reva Sevander a Csillagok háborúja egyik kitalált szereplője. Az Obi-Wan Kenobi sorozatban tűnik föl először. Egy Erőérzékeny nő volt, aki az Inkvizítorok tagjaként szolgálta a Galaktikus Birodalmat a Köztársaság és a Jedi Rend bukása után. Főinkvízitor társaihoz hasonlóan a Harmadik Nővér is egy korábbi Jedi volt, aki az Erő sötét oldalára fordult, és a Jedi Rend túlélő tagjaira vadászott a Nagy Jedi Tisztogatások után. YE 9. év körül a Harmadik Nővért a Főinkvizítorral és az Ötödik Fivérrel együtt Tatuinra küldték, hogy levadásszák Narit, a Jedit.

## Ifjúkora
Az Obi Wan Kenobi sorozat történéseiből megtudhatjuk, hogy Reva egykoron Jedi volt. A sorozat legelső jelenetében épp a Jedi Templomban tanul, mikor a sötét oldalra áttért Anakin Skywalker az 501-es légió élén rátámad a Templomban tartózkodó Jedikre. Reva mesterét az 501-esek megölik, és a vele együtt tanuló padawanok is meghalnak. Revát Vader életben hagyja.

## Inkvizítorként

### 1. és 2. rész
Reva Harmadik Nővérként a Tatuinra érkezik a Főinvizítorral és az Ötödik Fivérrel, hogy a bolygón rejtőző Jedit megöljék. Reva azonban Obi-Want, az egykoron nagy Jedi Mestert keresi, aki túlélte a 66-os parancsot. Reva felfedezi, hogy egy birodalmi szenátor, Bail Organa jó barátja és szövetségese volt Kenobinak, ezért elrabolja Bail fogadott lányát, Leiát, nem sejtve, hogy milyen fontos Kenobinak a gyermek. Reva terve beválik, a szenátor Obi-Wantól kér segítséget, hogy hozza haza gyermekét. Obi-Wan (akkor már csak Ben) elvállalja a feladatot, miközben nem is sejti, hogy Reva csapdájába sétál bele a Daiyu bolygón. Ennek ellenére kiszabadítja Leiát, Revát pedig a Főinkvizítor tartóztatja föl abban, hogy elkapja Kenobit. Végül fénykardjával átszúrja a Főinkvizítort, hogy ő kaphassa el Ben Kenobit, cserébe Vader Nagyúrtól előléptetést remél. Azonban a Jedi kicsúszik a kezei közül.

### 3. és 4. rész
A sorozat harmadik részében Reva jelentést tesz Darth Vadernek, hogy tudja hová menekült Leia és Ben. Vader megígéri Revának, hogy ha megtalálja Kenobit, előlépteti Főinkvizítorrá. Ezután Reva, Vader és két Inkvizítor Kenobiék után indul. Miközben Vader üldözőbe veszi Bent, Reva feladata a város felkutatása. Meg is találja a menekülő Leiát. A negyedik részben a Hercegnőt azonnal elviszi a Nur-i Inkvizítor Erődbe. Ott vallatja a kis Organát, miközben Kenobi megpróbálja kiszabadítani a lányt. A terve végül sikeres, és megszöknek Reva elől. Azonban Harmadik Nővér Leia kis droidjába, Lolába egy nyomkövetőt tett, így a Birodalom hamar tudomást szerez arról, hová is menekülnek Kenobiék.

### 5. és 6. rész
Miután Reva megtudja, hogy a Jabiimra menekültek, Darth Vader a Csillagrombolójával Kenobi után indul. Csapatai Reva vezetésével megostromolják a bázist, ahova Benék menekültek. Miután betörnek a bázisra, Kenobi megadja magát, és tárgyal Revával. Rájön, hogy azért akarja őt elfogni, mert így tud közelebb kerül Vaderhez. Arra is rájön, hogy Reva igazából nem a Főinkvizítori posztot akarja, hanem bosszút állni Vaderen. Reva beismeri, hogy Darth Vader halálát kívánja. Mikor ő is a bolygóra érkezik, Obi-Wanék sikeresen elmenekülnek, Reva pedig megpróbálja megölni Vadert. A Nővér kudarcot vall, a Sith Nagyúr rájön Reva tervére, és egy kisebb párbaj után a saját fénykarjával szúrja át a Harmadik Nővért, az akkori Főinkvizítort. Reva egyedül marad, és haldoklása közben megtalálja Obi-Wan menekülése közben elhagyott hologram-üzenetét, melyet  Bail Organától kapott. A hatodik részben elmegy a Tatuinra, hogy felkutassa Luke Skywalkert. Sikerül is megtalálnia a farmot, ahol a fiú él. Nevelőszülei megpróbálják megvédeni Revától, sikertelenül. Végül megkegyelmez a fiún, és visszaviszi a szüleihez. A farmon találkozik Obi-Wannal, akinek elmondja, hogy nem volt képes megölni a fiút, mert nem akart olyan lenni, mint Anakin. Ezt követően Kenobi azt mondja, hogy nem bűnös, és csak rajta múlik, hogy kivé válik. Reva végül megszabadul a fénykardjától.